# Unica Zürn
Unica Zürn (6 de julio de 1916 - 19 de octubre de 1970) fue una autora y artista alemana. Zürn es conocida por sus obras de poesía anagramática, su dibujo automático y sus colaboraciones fotográficas con Hans Bellmer
 Las obras más conocidas de Unica son El hombre jazmín (Der Mann in Jasmin) y Primavera sombría (Dunkler Frühling), en las que relata sus frecuentes estancias en el hospital psiquiátrico. También escribió varios relatos breves, recopilados en El trapecio del destino y otros cuentos.

## Biografía
Nora Berta Unica Ruth Zürn, Unica se crio en una familia acomodada en Berlín-Grunewald. Hija de Willkomm Ralph Paul Zürn (n. 1900),
 
a quien, a pesar de ser un padre ausente, idolatraba; era un oficial de caballería afincado en África (también escritor y editor no particularmente exitoso), pero tenía una relación conflictiva con su madre, la tercera esposa de su padre, Helene Pauline Heerdt.
 
Unica también tenía un hermano mayor, Horst (n. 1914), quien, según ella, abusó sexualmente de ella cuando era una niña.

Sus padres se divorciaron en 1930 y ella dejó la escuela poco después.

Zürn comenzó a trabajar en la Agencia de Cine Alemana Universum Film AG (UFA) durante el Tercer Reich.
 
Comenzó como taquígrafa antes de ascender a dramaturga.
 
Si bien la UFA produjo películas de propaganda nazi, Zürn trabajó principalmente en un departamento que creaba comerciales animados para productos como zapatos y cigarrillos. Aunque ella no participó en la producción de películas de propaganda nazi y no se unió al NSDAP, no se opuso abiertamente a la política nazi hasta después de terminar la guerra. Supuestamente ignoraba las atrocidades perpetradas por los nazis, hasta que se topó con un informe de radio clandestino que describía los campos de concentración en 1942.

 
Ese mismo año se casó con Erich Laupenmühlen, un hombre acomodado, mucho mayor que ella. Su primer hijo, Katrin, nació en 1943 y el segundo, Christian, en 1945.
 
En 1949, se divorció y perdió la custodia de sus hijos; pues no podía pagar un abogado, ni tenía los medios para mantenerlos.

Durante los años siguientes, Zürn se ganó la vida escribiendo cuentos para periódicos y obras de radio; se involucró sentimentalmente con el pintor Alexander Camaro. Mientras escribía, pasó un tiempo en el club de cabaret y jazz Die Badewanne, que era el lugar de reunión de los artistas en Berlín.
 
Poco después de separarse de Camaro en 1953,
 
conoció al artista Hans Bellmer durante una exposición de su obra, quizás en la Maison de France
 
o en la Galerie Springer de Berlín (las versiones difieren). No mucho después, ella se mudó con él a París, convirtiéndose en su pareja y en su modelo más famosa. Una de las obras de "Unica Tied Up" se mostró en la exhibición "Doll" de Bellmer en 1959.
En París, Zürn comenzó a experimentar con dibujos automáticos y anagramas, actividades en las que Bellmer tenía un especial interés y la animó a seguir. Estos primeros trabajos se recopilaron en Hexentexte (1954).
 
Entre 1956 y 1964 realizó cuatro exposiciones individuales de sus dibujos y su obra fue incluida en la "Exposition Internationale du Surréalisme".
 
La pareja frecuentó los círculos artísticos surrealistas y afines de la ciudad, conociendo a Hans Arp, Victor Brauner, André Breton, Marcel Duchamp, Max Ernst, Man Ray, Joyce Mansour, André Pieyre de Mandiargues y otros. En 1957 le presentaron a Henri Michaux, a quien ella identificó como el "Hombre Jazmín", una figura fantástica de su infancia. Se enamoró profundamente de Michaux y se unió a él en varios de sus experimentos con mescalina. Estas experiencias con las drogas pueden haber precipitado su primera crisis mental.
 
En Magnifying Mirrors, Hubert describe la relación de Zürn con estos artistas dentro del contexto de su propia carrera y critica que se hubiera atribuido obras de Zürn a Bellmer pues "la relación de Zürn con Bellmer difícilmente puede explicar sus logros como escritora y artista gráfica, aunque su encuentro puede haber dado un fuerte impulso a su creatividad".

En 1960, Zürn experimentó un episodio psicótico. Sentía que estaba hipnotizada por Michaux y que él le ordenaba hacer cosas. Fue hospitalizada, y desde entonces no dejará de entrar y salir de hospitales psiquiátricos el resto de su vida, a causa de estados disociativos y depresión severa. Actualmente los especialistas creen que era esquizofrénica; de hecho, este fue primer el diagnóstico que hizo el personal de Karl-Bonhoeffer-Heilstätten durante su primera hospitalización, aunque luego se modificó.
 
También se ha sugerido que, en lugar de esquizofrenia, podría haber tenido un trastorno bipolar con características psicóticas. 

Tras su primera hospitalización y un intento de suicidio, Zürn volvió a casa en silla de ruedas y destruyó la mayoría de sus dibujos y escritos.
 
Posteriormente fue llevada a la clínica psiquiátrica de Saint-Anne (que estaba asociada con Jacques Lacan), donde uno de sus médicos era Gaston Ferdière, quien también trató a Antonin Artaud.
 
A pesar de su continua batalla contra la enfermedad mental, Zürn siguió produciendo obras y Michaux le traía regularmente materiales de arte. Sus problemas psicológicos inspiraron gran parte de su escritura, sobre todo Der Mann im Jasmin ("El hombre Jazmín") (1971).
En 1969, Hans Bellmer sufrió un derrame cerebral que lo dejó paralizado y, al año siguiente, le dijo a Zürn que, según el consejo de sus médicos, ya no podía "ser responsable de ella". Unos seis meses después, en octubre de 1970, Zürn, de 54 años, se suicidó saltando desde la ventana del apartamento de París que había compartido con Bellmer, durante un permiso de cinco días del hospital psiquiátrico en donde estaba internada. 
 
Fue enterrada en el cementerio Père Lachaise de París. A petición suya, Bellmer fue enterrado junto a ella tras su muerte en 1975.

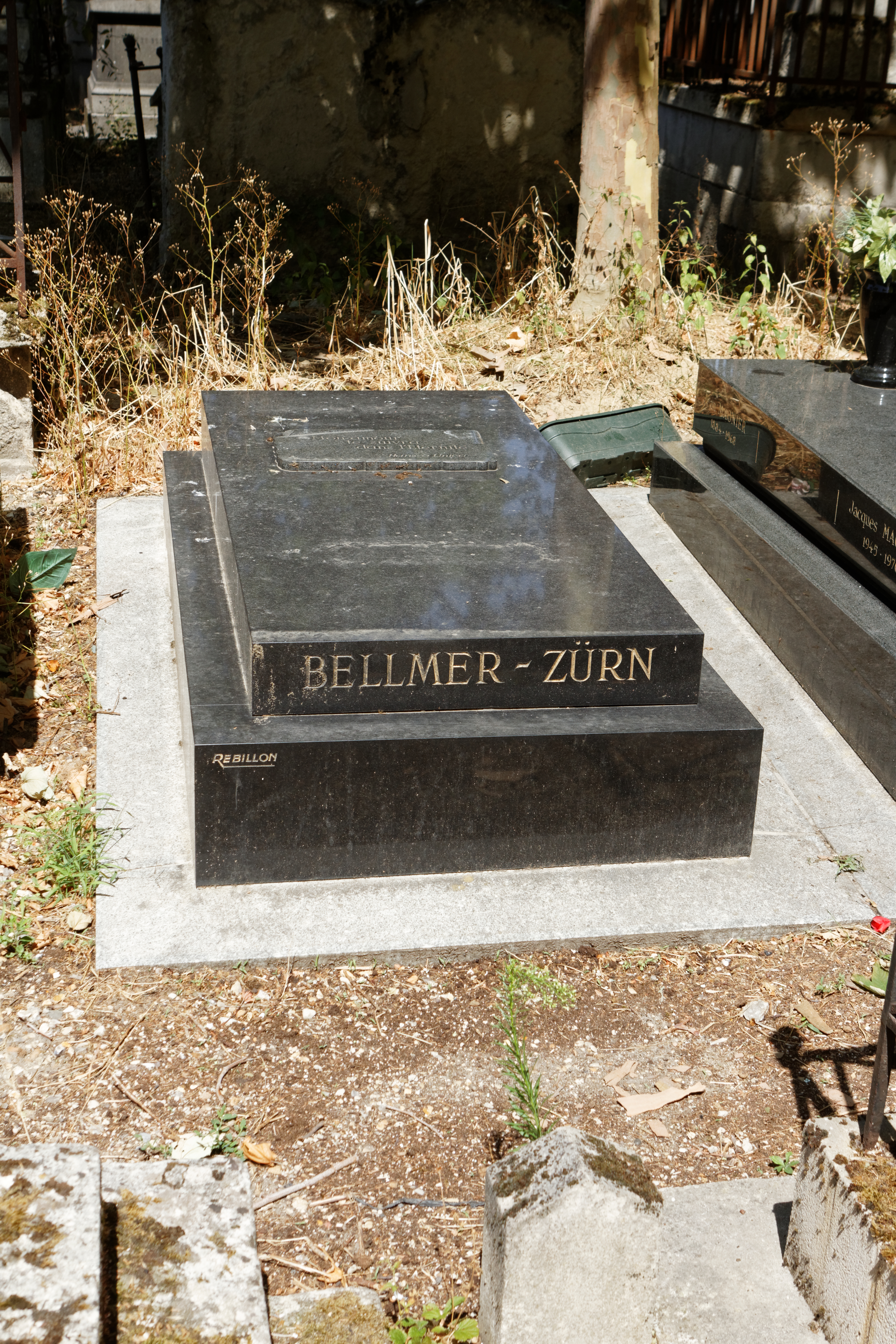
Lápida de Bellmer y Zurn en el cementerio de Père-Lachaise.

## Escritura
Los escritos y obras de arte por los que Zürn es más conocida se produjeron durante las décadas de 1950 y 1960. Su traslado a París le permitió escribir abiertamente sobre temas como la violencia doméstica, el aborto o el abuso sexual.

 
En ese momento, Alemania era más conservadora, lo cual impidió la publicación de su novela. Entre sus textos publicados se encuentran Hexentexte [Los textos de las brujas ] (1954), un libro de poesía en anagrama acompañado de dibujos, y los semiautobiográficos Dunkler Frühling [Primavera oscura ] (1967) y Der Mann im Jasmin [El hombre jazmín](1971), los cuales han adquirido seguidores de culto en París.

Sus textos muestran la violencia hacia el cuerpo femenino

y en su usualmente están escritos en forma de diálogo interior.
La mayoría de sus textos de madurez, si no explícitamente autobiográficos, parecen basarse en las experiencias de vida de la autora. Dark Spring es una especie de novela de aprendizaje sobre una mujer joven que tiene sus primeros encuentros sexuales y experimenta los primeros indicios de una enfermedad mental. En el libro aparecen varios personajes arquetípicos recurrentes: el padre idealizado, la madre despreciada y una niña problemática con tendencias masoquistas. 
 
De forma profética, la muerte de Zürn parece presagiarse en el texto, ya que la protagonista de Dark Spring finalmente se suicida saltando por la ventana de su habitación.

## Artes visuales
La obra visual de Zürn consiste en pinturas al óleo, acuarelas, bocetos, dibujos a tinta y postales.
 
Aunque Zürn hizo algunas pinturas a principios de la década de 1950, trabajó principalmente con tinta, lápiz y gouache.
 
Sus obras fantásticas, representadas con precisión, están pobladas de plantas imaginarias, quimeras y formas humanoides amorfas, a veces con múltiples rostros que emergen de sus cuerpos distorsionados. Los ojos son omnipresentes
 
y los dibujos resplandecen con marcas intrincadas y a menudo repetitivas. La violencia y la deformación son dos cualidades distintivas presentes tanto en el proceso de creación como en el producto final del trabajo visual de Zürn. Trató el dibujo como un proceso de creación que depende de la destrucción o deconstrucción de una imagen. Esta confianza en la deconstrucción está presente en la recreación de Zürn del significado y las palabras en los escritos de anagramas. A diferencia de sus escritos, sus obras gráficas no han circulado tan ampliamente fuera de colecciones privadas, subastas, almacenes de galerías y archivos nacionales.
En 1953, Zürn tuvo su primera exposición de estos dibujos automáticos en la Galerie Le Soleil dans la Tête de París.
 Artistas como Brenton, Man Ray, Hans Arp, Joyce Mansour, Victor Brauner y Gaston Bachelard asistieron a esta exposición y su trabajo fue bien recibido. A pesar del éxito de esta exposición, Zürn no promocionó activamente sus obras visuales.
Una de sus obras más grandes, Untitled 1965 (ZURN 134) (),
 
presenta cabezas humanas repetidas y superpuestas en el centro de la página.

Esta página es de 65 x 50 cm, y está llena de líneas circulares superpuestas que crean una multitud de retratos cambiantes. Usó principalmente tinta y gouache. Cada rostro se transforma y se transforma en otro retrato de varios tamaños y expresiones. Todos estos dibujos superpuestos crean una entidad monstruosa, la repetición manipula y distorsiona el rostro. La superposición de rostros de Zürn hace imposible que el espectador cuente la cantidad de personas presentes en el retrato sin encontrar también un número infinito de nuevas combinaciones de ojos, narices, labios y cejas que crean nuevos retratos.
Su método de dibujo, la superposición manual de líneas una y otra vez, es similar al proceso de escritura de anagramas de Zürn.

 
Se eliminan palabras y letras para crear nuevas palabras y significado. Muchas de las composiciones gráficas de Zürn comparten esta misma cualidad multifacética, desarrollando un lenguaje visual de destrucción y transformación.
Zürn es una de las pocas mujeres asociadas con el movimiento surrealista; otros incluyen a Leonora Carrington, Dorothea Tanning, Kay Sage, Eileen Agar, Ithell Colquhoun, Toyen, Leonor Fini y Valentine Hugo.

## Obra
- Hexentexte, Berlín 1954
- Dunkler Frühling, Hamburgo 1969
- Der Mann im Jasmin, Frankfurt/M. [u.a.] 1977
- Im Staub dieses Lebens, Berlín 1980
- Das Weiße mit dem roten Punkt, Berlín 1981
- Das Haus der Krankheiten, Berlín 1986
- Gesamtausgabe, Berlín
  - Bd. 1. Anagramme, 1988
  - Bd. 2. Prosa 1, 1989
  - Bd. 3. Prosa 2, 1991
  - Bd. 4,1. Prosa 3, 1991
  - Bd. 4,2. Prosa 4, 1998
  - Bd. 4,3. Anmerkungen, Briefe, Dokumente, 1999
  - Bd. 5. Aufzeichnungen, 1989
  - Bd. 6. Briefe, Dokumente, Hörfunk, 2001
- Les jeux à deux, Berlín 1989
- Orakel und Spektakel, Berlín 1990
- Lettres au docteur Ferdière, París 1994 (con Hans Bellmer)

### Traducciones al español
- Primavera sombría; El hombre jazmín. Traducción de Ana María de la Fuente. Barcelona, Seix Barral, 1986.
- El trapecio del destino y otros cuentos. Traducción de Ana María de la Fuente. Madrid, Siruela, 2004.
- El hombre jazmín. Traducción de Ana María de la Fuente. Madrid, Siruela, 2005.
- Primavera sombría. Traducción de Ana María de la Fuente. Madrid, Siruela, 2006.

## En la ficción
La dibujante francesa Céline Wagner publicó en 2019 el cómic La Trahison du réel : Unica Zürn, portrait d'une schizophrénie, traducido al español como La traición de lo real y editado en 2020 por Ponent Mon : Catarata (ISBN 978-84-17318-72-7)